# 瓦良格号巡洋舰 (1983年)
瓦良格号巡洋舰是光荣级巡洋舰的第三艘，由苏联海军建造，现服役于俄罗斯海军。为俄罗斯太平洋舰队的旗舰。

## 簡介
瓦良格号巡洋舰原名为“红色乌克兰号（Chervona Ukraina）”，1979年在乌克兰尼古拉耶夫造船廠安放龙骨，1983年7月下水，1989年10月16日服役，1990年加入俄罗斯太平洋舰队，后因受苏联解体影响，仅由看守船员照看直至2002年。

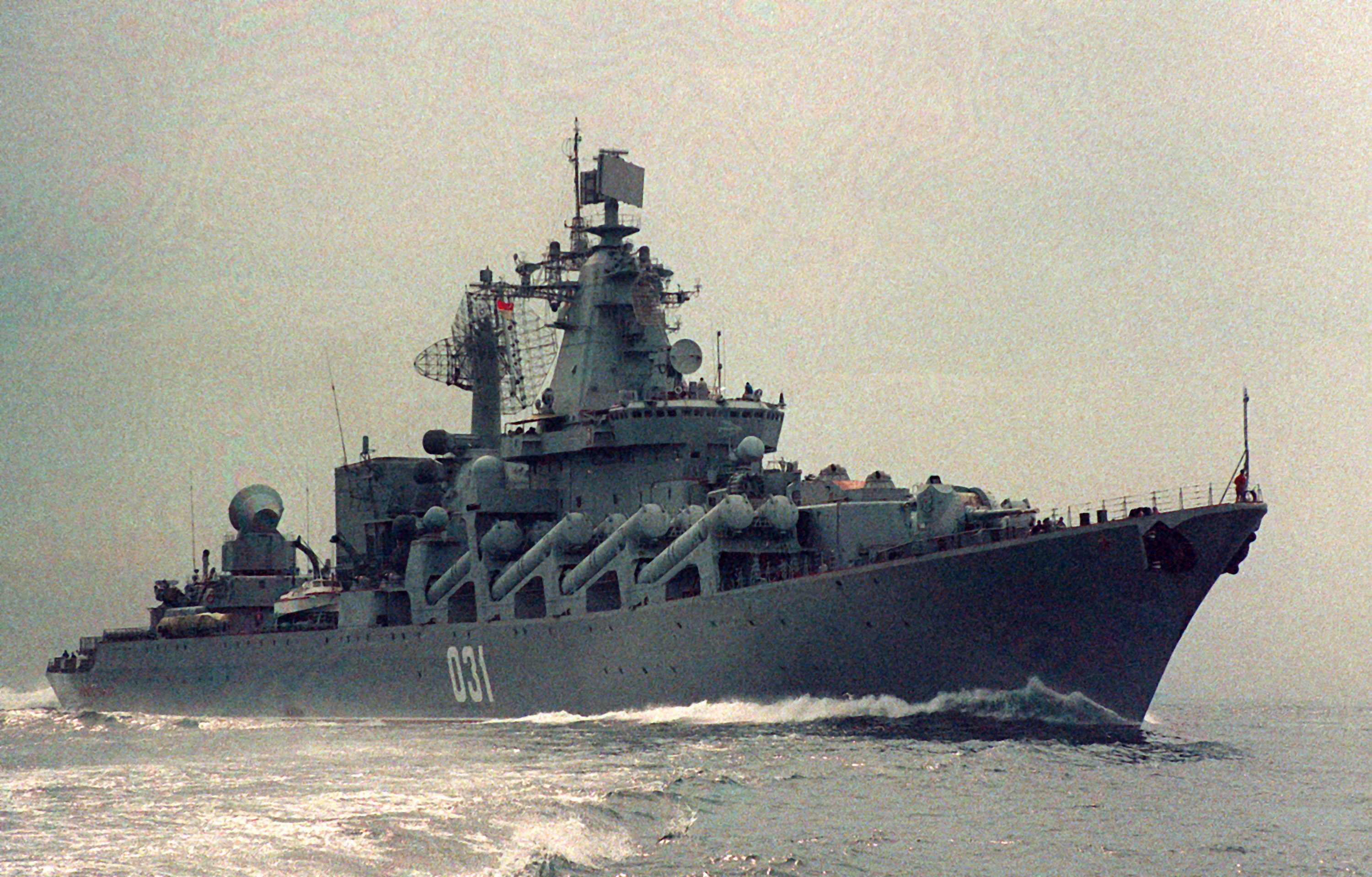

2008年，瓦良格号经过大修后重新加入太平洋舰队。
2009年4月，俄罗斯受邀派出瓦良格号并率领一支舰队参观中國人民解放軍海軍成立60周年海上閱兵。
2017年6月2日，瓦良格號抵達香港啟德郵輪碼頭進行非正式訪問，並於2017年6月5日開放予香港市民參觀。
俄羅斯入侵烏克蘭前，為支援黑海艦隊，太平洋艦隊於2022年2月派出此艦及無畏級驅逐艦特里巴特斯海軍上將號前往黑海，但戰爭爆發後被土耳其根據《蒙特勒海峽制度公約》拒絕通過土國海峽。兩艦在地中海等待9個月後，最終折返海參崴基地。
該艦被普遍相信安裝了P-500玄武岩導彈的後續型P-1000，據說同級艦莫斯科號也安裝了。

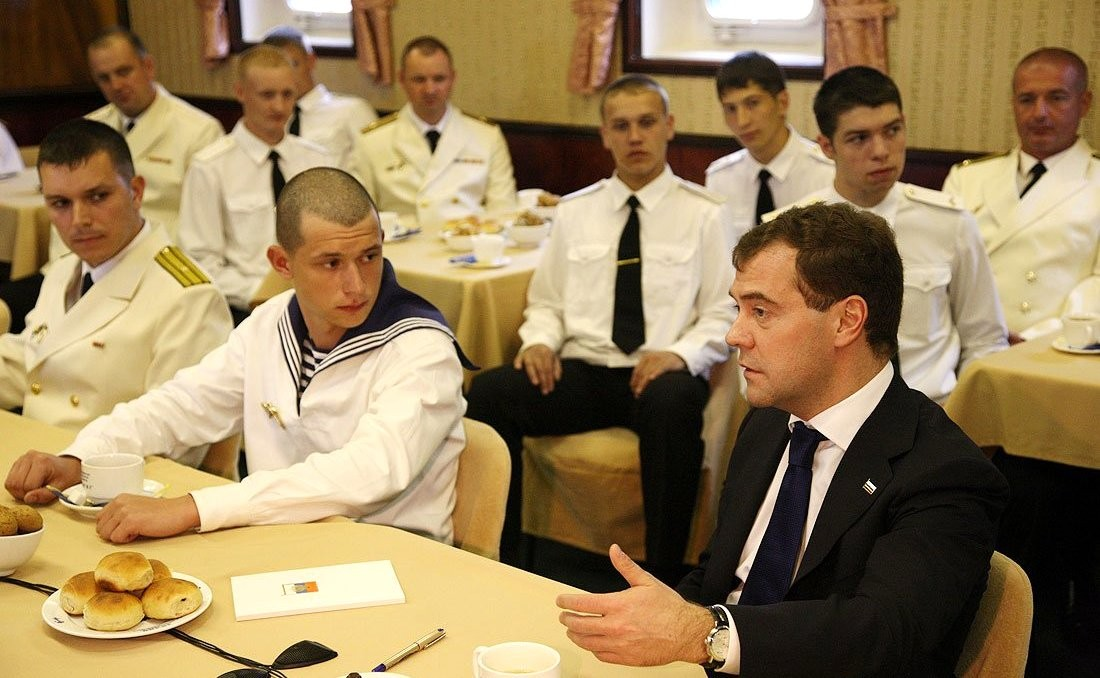
德米特里梅德韦杰夫会见水手。
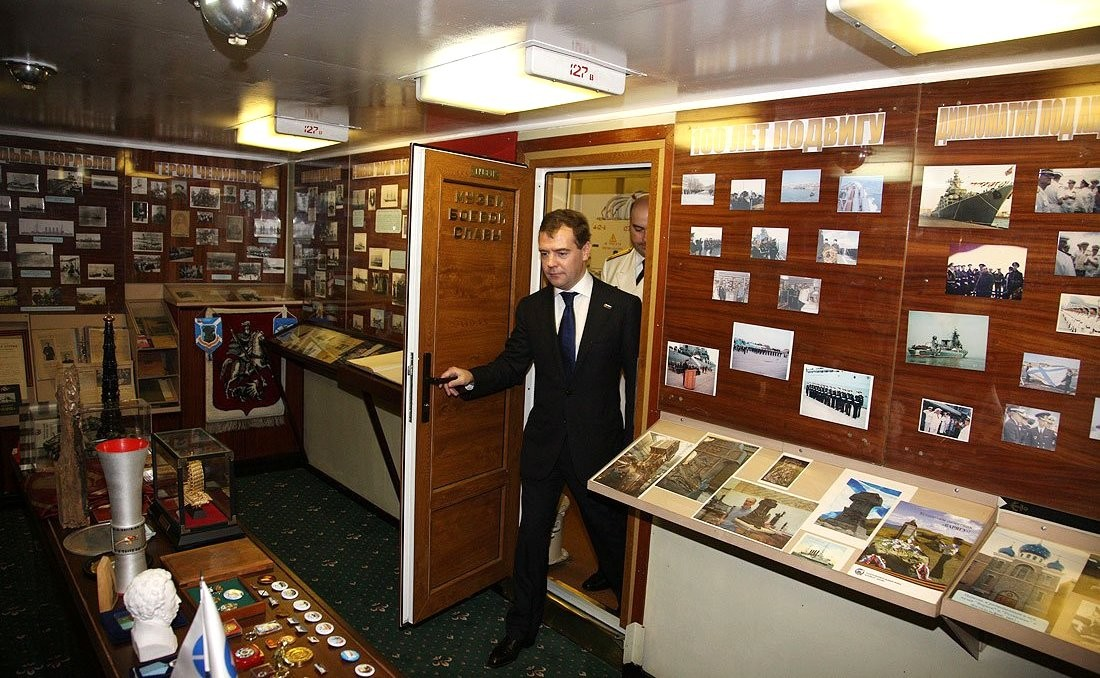
德米特里·梅德韦杰夫乘坐巡洋舰瓦良格参观船舶博物馆。
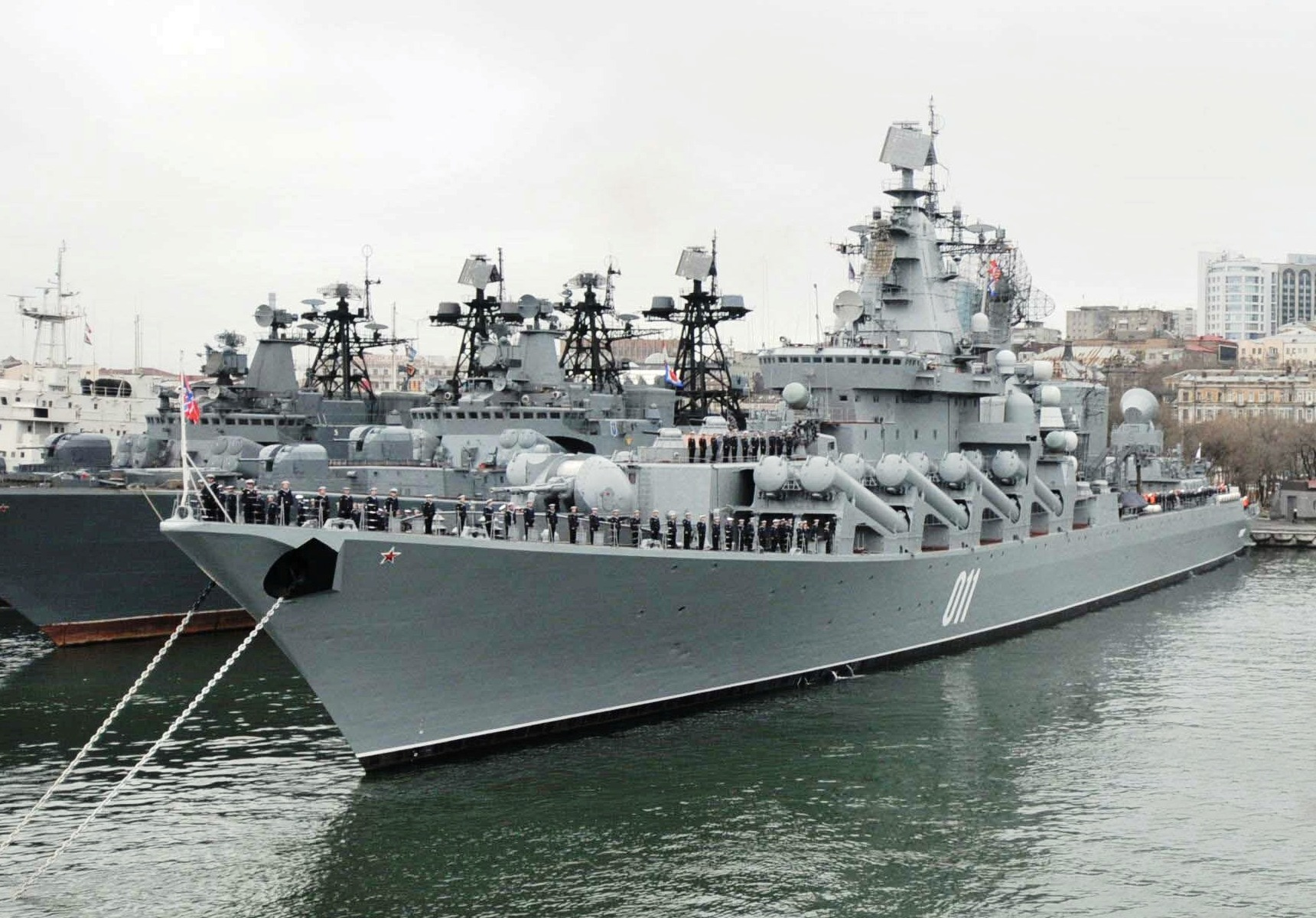
2010 年，符拉迪沃斯托克的瓦良格。
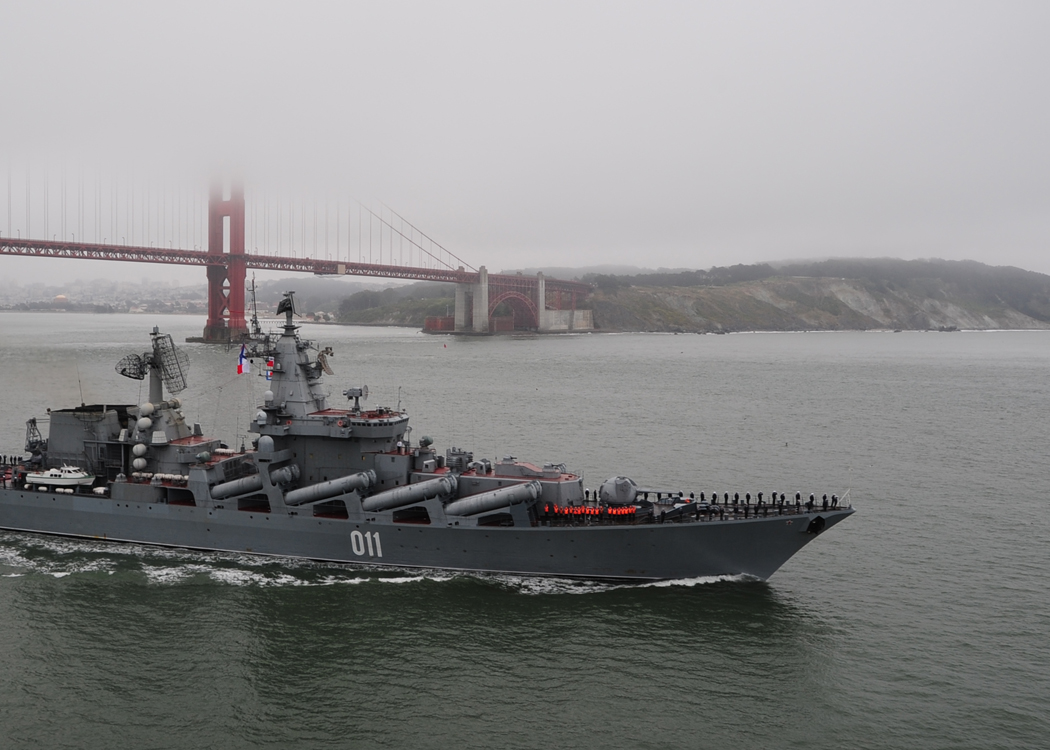
2010年访问旧金山
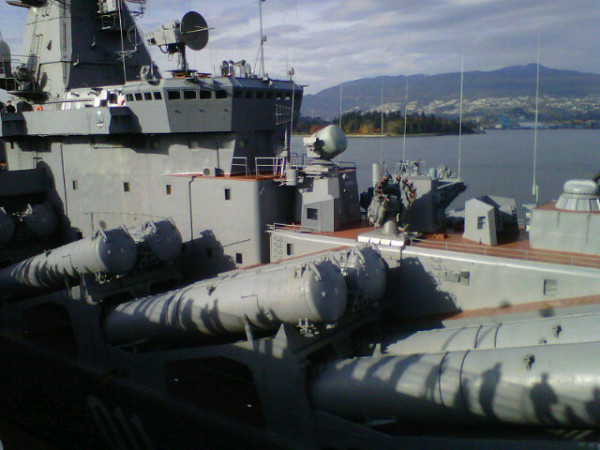
2011 年 11 月访问加拿大温哥华。
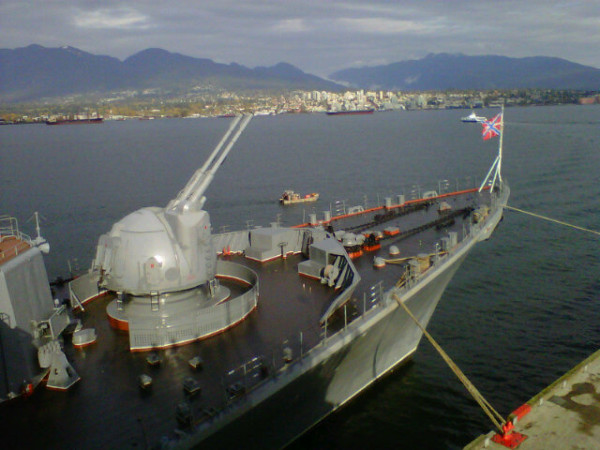
近距离观察船头上的 AK-130 高平兩用砲。
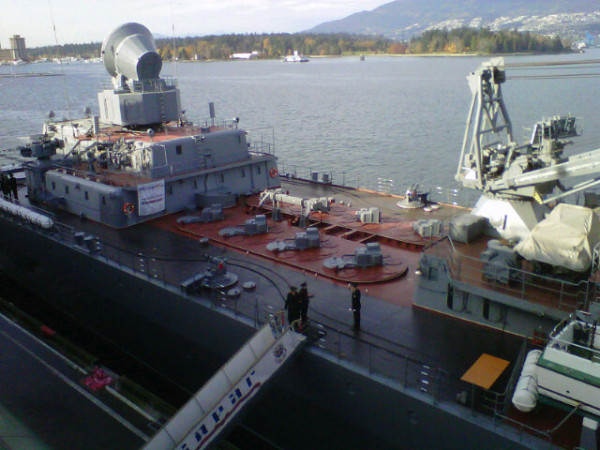
甲板上 S-300PMU “骄子” SAM 管的近景。